# شکافه

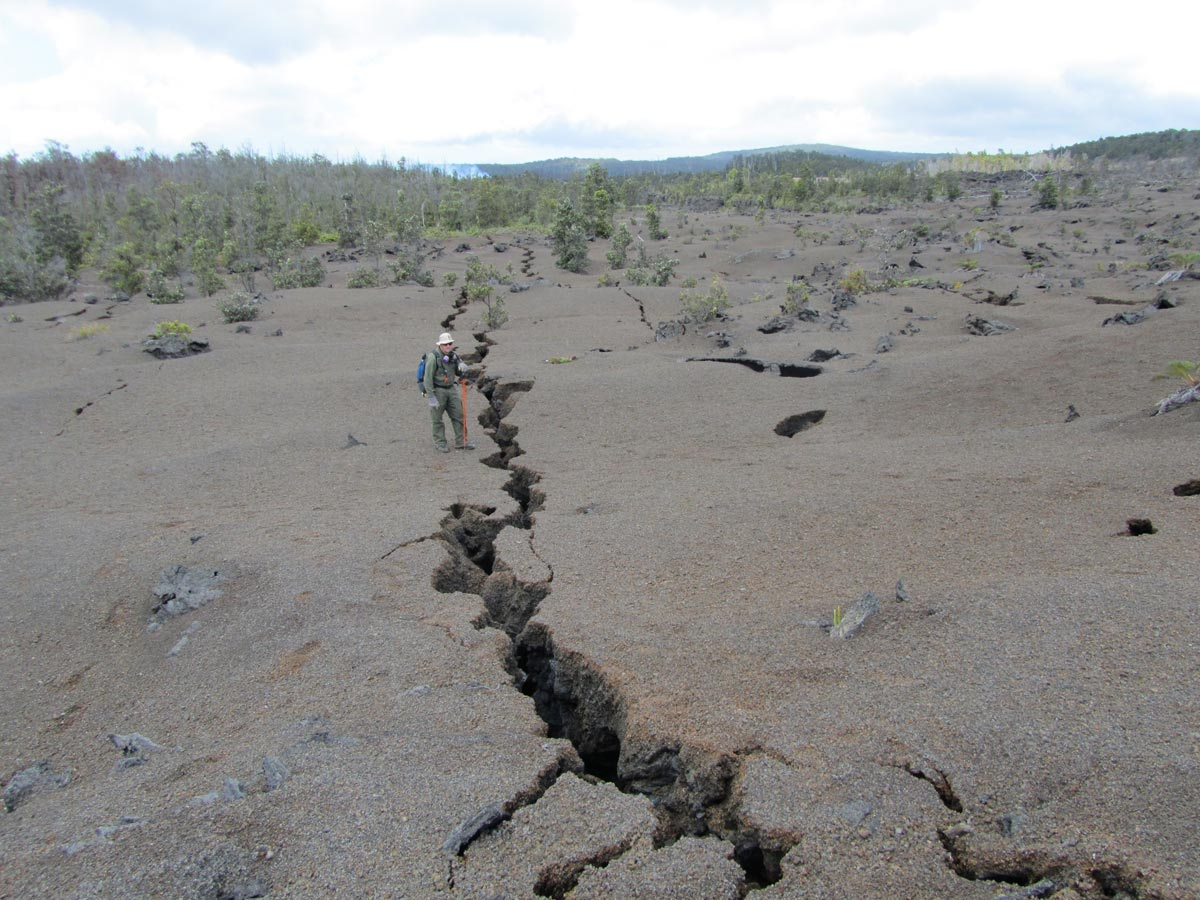
ترک‌های زمین در بخش شرقی-غربی آتشفشان کامواموآ در هاوایی پس از فوران شکافه‌ای آن در سال ۲۰۱۱. قد زمین‌شناس در تصویر حدود ۱۸۰ سانتی‌متر (۵٫۹ پا) است.

شکافه (انگلیسی: Fissure) به شکاف بلند و باریک در امتداد سطح زمین گفته می‌شود. این اصطلاح از واژه لاتین fissura به معنای شیار یا شکاف گرفته شده است. شکافه در پوسته زمین، یخسارها و یخچال‌های طبیعی و بر روی آتشفشان‌ها دیده می‌شود.